# 施泰因克謝爾山
47°37′33″N 11°09′47″E / 47.62580°N 11.16296°E

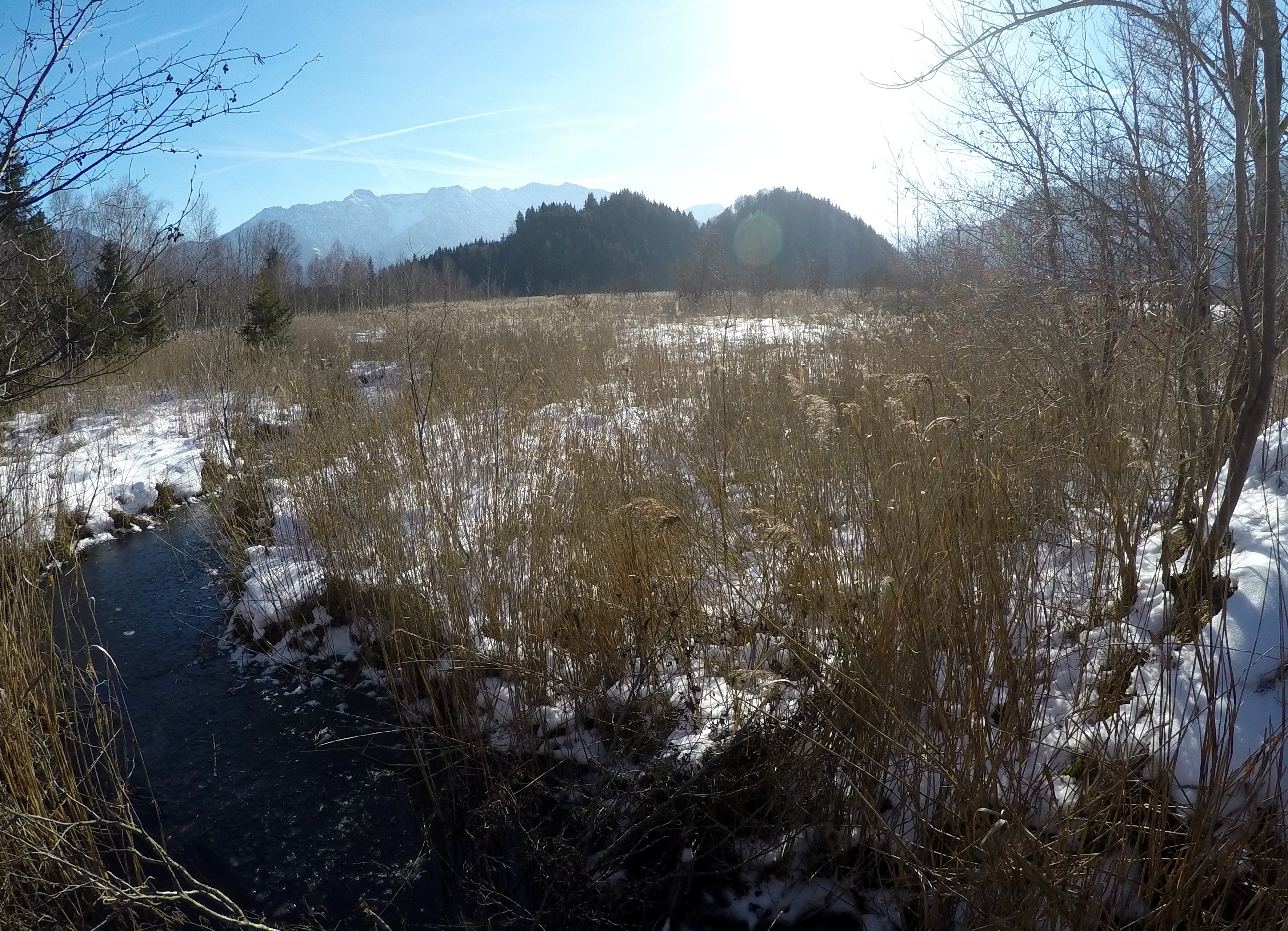

施泰因克謝爾山（德語：Steinköchel），是德國的山峰，位於該國東南部，由巴伐利亞負責管轄，屬於巴伐利亞前阿爾卑斯山脈的一部分，海拔高度717米。